# 100 mila watt
100 mila watt è un singolo della cantante italiana Dolcenera, il secondo estratto dalla riedizione del sesto album in studio Le stelle non tremano - Supernovæ e pubblicato l'8 aprile 2016.

## Tracce
1. 100 mila watt – 3:32